# 伊丽莎白·科斯特洛：八堂课
《伊丽莎白·科斯特洛：八堂课》（Elizabeth Costello）是一部由南非作家约翰·马克斯韦尔·库切所写的小说。于2004年4月由浙江文艺出版社出版的图书。